# 장자강시
장자강시(한국어: 장가항시, 중국어: 张家港市, 병음: Zhāngjiāgǎng Shì)는 중화인민공화국 장쑤성 쑤저우 시의 현급시이다. 넓이는 813km2이고, 인구는 2007년 기준으로 890,000명이다. 지역의 토착민들은 우어의 다양한 방언을 사용하는데 쑤저우 방언과 가깝고 상하이어와 비슷하면서도 독특하다. 도시 주변의 지역 사회는 대부분 농촌이고 이들의 경제는 전통적으로 농업과 물을 기반으로 한 활동에 크게 의존한다. 2008년 GDP는 1250억 위안(180억 달러)에 달하였고 2007년에 비해 19.1% 성장하였다. 1인당 GDP는 139100위안(20366달러)에 달했다.

## 지리
장자강은 장강을 따라 상하이에서 1시간 반 떨어져있다. 장자강 주변의 땅은 아주 비옥하여 벼농사가 넓은 면적에 걸쳐 이루어진다. 또한 많은 양식장들이 도시 주변에 있다.

## 기후
| Zhangjiagang (1986−2005)의 기후                      | Zhangjiagang (1986−2005)의 기후 | Zhangjiagang (1986−2005)의 기후 | Zhangjiagang (1986−2005)의 기후 | Zhangjiagang (1986−2005)의 기후 | Zhangjiagang (1986−2005)의 기후 | Zhangjiagang (1986−2005)의 기후 | Zhangjiagang (1986−2005)의 기후 | Zhangjiagang (1986−2005)의 기후 | Zhangjiagang (1986−2005)의 기후 | Zhangjiagang (1986−2005)의 기후 | Zhangjiagang (1986−2005)의 기후 | Zhangjiagang (1986−2005)의 기후 | Zhangjiagang (1986−2005)의 기후 |
| 월                                                   | 1월                             | 2월                             | 3월                             | 4월                             | 5월                             | 6월                             | 7월                             | 8월                             | 9월                             | 10월                            | 11월                            | 12월                            | 연간                            |
| ---------------------------------------------------- | ------------------------------- | ------------------------------- | ------------------------------- | ------------------------------- | ------------------------------- | ------------------------------- | ------------------------------- | ------------------------------- | ------------------------------- | ------------------------------- | ------------------------------- | ------------------------------- | ------------------------------- |
| 일일 평균 기온 °C (°F)                               | 3.5 (38.3)                      | 5.1 (41.2)                      | 8.9 (48.0)                      | 14.8 (58.6)                     | 20.1 (68.2)                     | 24.3 (75.7)                     | 27.9 (82.2)                     | 27.3 (81.1)                     | 23.5 (74.3)                     | 18.0 (64.4)                     | 12.1 (53.8)                     | 6.0 (42.8)                      | 16.0 (60.7)                     |
| 평균 강수량 mm (인치)                                | 57.6 (2.27)                     | 51.9 (2.04)                     | 94.9 (3.74)                     | 73.7 (2.90)                     | 93.4 (3.68)                     | 196.1 (7.72)                    | 167.1 (6.58)                    | 139.3 (5.48)                    | 66.8 (2.63)                     | 54.2 (2.13)                     | 52.6 (2.07)                     | 49.5 (1.95)                     | 1,097.1 (43.19)                 |
| 출처: Zhangjiagang Municipal Chorography (1986−2005) |                                 |                                 |                                 |                                 |                                 |                                 |                                 |                                 |                                 |                                 |                                 |                                 |                                 |

## 역사
장자강은 다른 도시에 비해 상대적으로 새로운 도시로 작은 농촌 마을에서 1980년대 중반의 경제 개혁에 따라 개발되었다. 1994년 도시는 도시의 1인당 GDP는 1000달러를 기록해 중국에서 두 번째로 높았다. 장자강 주변의 농촌도 다른 지역에 비해 상대적으로 부유한 편이다.

## 교외 지역
장자강 주변 교외 지역에는 많은 농촌과 어촌이 있다. 많은 화학 공장들이 최근에 건설되었다. 장자강 주변 지역에는 많은 절들이 있는데 그 중 하나인 둥두 사는 지역 전설에 따르면 일본으로 가는 수도사들이 머물던 곳이라고 한다.

## 교육
장자강에는 국가에서 가장 권위있는 중등학교 중 하나인 장쑤성 량펑 중등학교를 포함해 몇 개의 초등학교 및 중등학교가 있다. 장자강 TV대학은 도시에서 가장 중요한 고등교육기관 중 하나이다. 사저우 기술전문대학은 중국에서 지방 현급시 정부에 의해 단독으로 세워진 첫 번째 대학교이다.

## 행정 구역
8개 진을 관할한다.
- 진: 杨舍镇, 锦丰镇, 塘桥镇, 乐余镇, 南丰镇, 金港镇, 凤凰镇, 大新镇.